# Sufragi restringit
Per sufragi censatari (o restringit) es denomina al sistema electoral que condiciona el dret a vot actiu o passiu al fet que el ciutadà compleixi determinats requisits que afecten la seva condició social.
Aquests motius són generalment econòmics (com la possessió d'un determinat nivell de rendes o ofici) o relacionats amb el nivell d'instrucció (llegir i escriure) o social (pertinença a determinat grup social) o estat civil (casat), a més del sexe, ja que era referit només als homes.
El sufragi censatari també pot comportar en alguns casos que alguns ciutadans, si compleixen certes condicions, disposin de més d'un vot. El sufragi censatari és la primera norma que s'estableix per qualificar els electors i elegits. Les revolucions nord-americana, francesa i la independència de països d'Amèrica del sud van ser les primeres a establir els esmentats mecanismes. En el cas de Sud-amèrica el sufragi censatari va existir en la majoria dels països fins a la dècada de 1910 quan es va establir com a únic requisit llegir i escriure amb el qual es va duplicar el cos d'electors.
El contrari és el sufragi universal, que no estableix condicions llevat de la majoria d'edat i la ciutadania. El sexe masculí va ser l'única restricció fins després de la Segona Guerra Mundial a Europa, si bé en països d'àmplia tradició democràtica, com Suïssa, el dret universal de vot per a ambdós sexes no es va obtenir fins als anys 1970.